# 踮脚张望
《踮脚张望》是寂地和阿梗的合作的作品，改编自寂地的小说《踮脚张望的时光》，内容取材于真实的生活感受，以女主角林晓路的视角。讲述的是一个自卑内向但充满奇思妙想的女孩，因暗恋一个男孩而跟随他步伐。